# انخفاض التغذية (كهرباء)
انخفاض التغذية (بالإنجليزية: brownout)‏ هي حالة مفادُها انخفاض مستوى الكهرباء بقدرٍ واضح ولِمُدةٍ طويلة. وتختلف عن انقطاع التيار الكهربائي كُليًّا، لأنَّ حالة الكهرباء تكون في انخفاضٍ مُستمِر، وقد تستمر بالوصول إلى كافة التجهيزات المُتصلة بالمقبس الكهربائي ولكن بمستوى أقل من العادي (حيثُ 120 فولت في الولايات المتحدة و 220 فولت في بعض البلدان العربية).

## مُلخَّص
إنَّ انخفاض التغذية قد يكون مُتعمَّد أو غير مُتعمَّد، ويكون ناجم عن سوء في المرافق الكهربائيَّة أو مصادر الطاقة، ومِن المُمكن أن يتسبب في تلف الأجهزة الإلكترونية في المنازل. كَما يُمكن أن تتسبب في إتلاف العوازل الكهربائيَّة وتسبب عطلًا إلكترونيًا غير متوقع. وقد تتسبب استمرارية الانخفاض في تلف المحركات الإلكترونية الموجودة في الأجهزة اليوميَّة، بما في ذلك الغسالات والمجففات والمراوح ومكيفات الهواء والثلاجات والمجمدات.